# Jorge Bombín

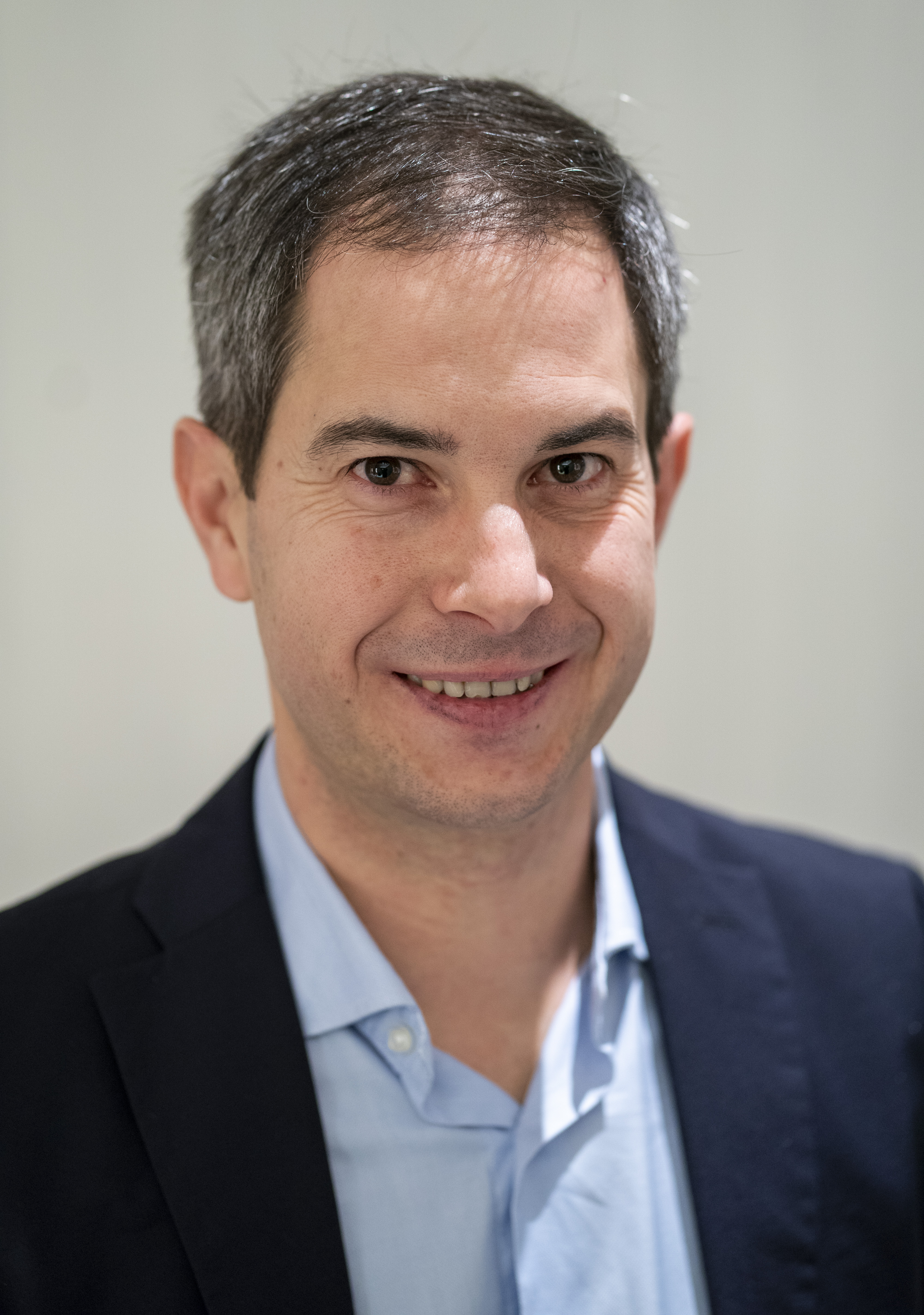
Jorge Bombín, November 2018

Jorge Bombín (* 1978) ist ein spanischer Önologe und Kellermeister im 93-ha-Weingut Bodega Legaris, D.O. Ribera del Duero. Er ist Mitglied im Qualifikations- und Appellationsausschuss der Regulierungsbehörde D.O. Rueda.
Nach Abschluss des Selectividad 1994 ging an die Erweiterte Fachschule für Agrarwissenschaften (Escuela Técnica Superior de Ingenierías Agrarias) in Palencia in der Autonomen Region Kastilien und León. Dort erwarb er die Diplome für Qualitätsmanagement und Agrarwirtschaft.
In den ersten acht Berufsjahren arbeitete Bombín für die Grupo Bodeguero Hijos de Antonio Barceló, zunächst bei Viña Mayor in der Provinz Valladolid, im Jahr 2003 in einem Weingut in der D.O. Méntrida und in den Jahren 2004 bis 2007 im Caserio de Dueñas in der Rueda. Seit 2008 ist er Chefönologe in der zur Codorníu-Gruppe gehörenden Bodegas Legaris.
Die Weinproduktion in der Region dieses Weingutes ist eine besondere Herausforderung. Der Anbau erfolgt nur in Kleinlagen der drei Winzergemeinden Moradillo de Roa in der Provinz Burgos, dem 40 km westlich gelegenen Peñafiel und im sechs Kilometer nordwestlich entfernten Pesquera de Duero, beide im Valladolid. Im Anbau steht fast ausschließlich der hier Tinto fino genannte Tempranillo.
Nach dem Qualitätsverständnis von Bombín muss sich das Terroir im Geschmack der Weine widerspiegeln. Die Parzellen, die seit der Reblausplage nicht mehr bewirtschaftet wurden, stehen erst seit 2015 im Ertrag. Sie liegen auf 900 Meter über dem Meer und tragen die Bezeichnung Páramos de Legaris (deutsch Ödland von Legaris). Diese kargen und sehr vom kontinentalen Klima geprägten Rebflächen stellen in den Augen Bombíns eine besondere Aufgabe dar, weil nirgend sonst in diesem Anbaugebiet auf diesen extremen Höhenlagen Weinbau betrieben wird. Sein Stil bringt puristische Weine mit dezentem Holzton und deutlicher Frucht zum Ausdruck. Sein Ausbau von Weinen ist von der Rückbesinnung auf das jeweilige Terroir und autochthone Rebsorten bestimmt.
Weine aus seinem Haus erzielen in nationalen und internationalen Wettbewerben regelmäßig hohe Auszeichnungen.